# Lill-Abborrtjärnen (Degerfors socken, Västerbotten, 713079-169103)
Lill-Abborrtjärnen är en sjö i Vindelns kommun i Västerbotten och ingår i Umeälvens huvudavrinningsområde. Sjön har en area på 0,0283 kvadratkilometer och ligger 167,4 meter över havet.

## Delavrinningsområde
Lill-Abborrtjärnen ingår i det delavrinningsområde (713172-169136) som SMHI kallar för Mynnar i Krycklan. Medelhöjden är 223 meter över havet och ytan är 18,76 kvadratkilometer. Det finns inga avrinningsområden uppströms utan avrinningsområdet är högsta punkten. Åhedbäcken som avvattnar avrinningsområdet har biflödesordning 4, vilket innebär att vattnet flödar genom totalt 4 vattendrag innan det når havet efter 75 kilometer. Avrinningsområdet består mestadels av skog (89 procent). Avrinningsområdet har 0,05 kvadratkilometer vattenytor vilket ger det en sjöprocent på 0,3 procent.